# Anselmo Ronchetti
Anselmo Ronchetti (Pogliano Milanese, 5 ottobre 1773 – Milano, 19 agosto 1833) è stato un famoso calzolaio italiano.

## Biografia
I suoi genitori erano originari di Busto Arsizio. Iniziò i suoi studi presso il Collegio Rotondi di Gorla Minore, pur dovendo abbandonarli prematuramente a causa delle sue esigenze economiche. Dal suo genio creativo, scaturì l'idea di creare una calzatura, metà ciabatta e metà scarpa, a cui diede il nome di Ronchettino.
Si narra che Napoleone Bonaparte, durante la sua Campagna d'Italia, abbia incontrato questo ciabattino e gli abbia chiesto di preparargli uno stivale in sostituzione di un altro perduto. L'imperatore francese l'avrebbe calzato senza avvertire alcun tipo di differenza. Secondo un'altra tradizione, gli stivali rovinati sarebbero stati tutti e due. Dopo averne fatto uno, il calzolaio chiese a Napoleone se fosse comodo. Napoleone rispose di sì, ma aggiunse che in Francia sapevano far meglio gli stivali. Quindi, in pratica, i calzolai francesi erano migliori. Allora Ronchetti sbottò stizzito: "L'altro stivale se lo faccia fare dai calzolai francesi!".